# ذو السيادة السماوية

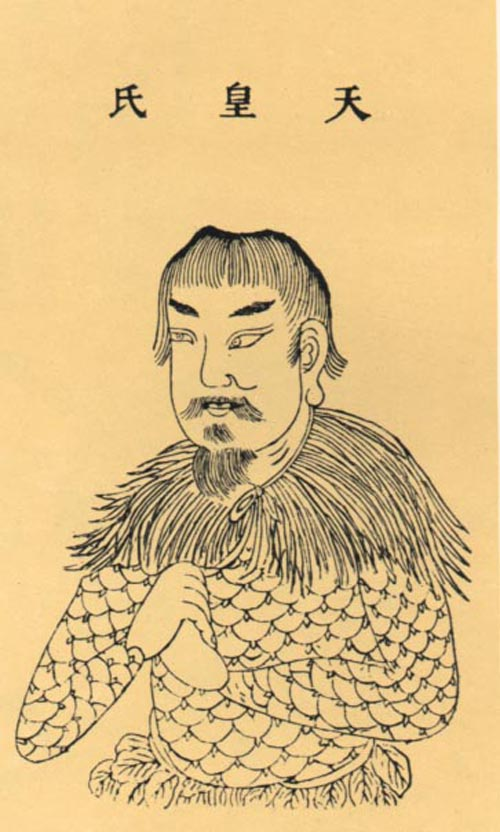
صورة للسلطان السماوي

ذو السُلطان السماوي أو ذو السِّيادة السَّماويَّة (بالإنجليزية: Heavenly Sovereign)‏، (بالصينية: 天皇، تيانهوانغ) كان أولُّ ملك صيني أسطوري بعد عهد بانغو. وفقًا لموسوعة يوين ليجو [الإنجليزية] (بالصينية: 藝文類聚، جمع الفن والأدب)، كان الأول من بين الملوك الثلاثة.

## السيرة
بحسب «الحوليات الأساسية للملوك الثلاثة» (三皇 本 紀) تحديدًا في ملحق سيما زين [الإنجليزية] من سجلات المؤرخ الكبير:
- بعد أن تشكلت السماء والأرض، كان هناك تيانهوانغ، الذي كان له اثني عشر رأسًا، ألقى سحره لملء الأرض بالماء. عاش حتى سن 18000.
- وكان تيانهوانغ ملكًا للعديد من المآثر. عاش حتى 18000 سنة. ساعده أبناؤه الاثنا عشر في حكم العالم أو تيان خا.
- لقد «عاش مُتوحدًا، في حالة هُمودٍ، مُعرضًا عن العالم المُزدحم».

كان أعظم أعماله كبح كل الفوضى، وتقسيم العالم للعديد من القبائل، واختيار أفضل الأشخاص لحكم القبائل (العشائر).
كان خليفته ذو السيادة الأرضية [الإنجليزية].
فبحسب موسوعة يوين ليجو:
- استنادًا إلى شيكس (始 學) من قبل شيانغ يونيو، فبعد تكوين السماء والأرض، كان هناك ذو السيادة السماوية، مع 13 رأسًا. كان يُدعى تيانلينغ (天 靈، «الروح السماوية») وحكم العالم لمدة 18000 عام.
- استنادًا إلى المخطوطات الموجودة في السجلات التاريخية الخمسة، عندما بدأ التاريخ، بدأت الحياة في الوجود، وكانت هناك روح إلهية لها 13 رأسًا تسمى تيانهوانغ.
- استنادًا إلى تشونكيو وي (春秋 緯)، كان هناك سماوي وأرضي وذو السيادة السماوية، وكان لديهم 9 إخوة وقسموا العالم إلى تسعة مقاطعات، والتي امتدت عبر العالم.